# Christian B. Luginbuhl
| Entdeckte Asteroiden: 3 | Entdeckte Asteroiden: 3 |
| ----------------------- | ----------------------- |
| (26629) Zahller         | 12. April 2000          |
| (26935) Vireday         | 15. März 1997           |
| (27008) 1998 FW2        | 20. März 1998           |

Christian B. Luginbuhl (* 1955) ist ein US-amerikanischer Astronom und Asteroidenentdecker.
Er ist seit 1981 Mitarbeiter der U. S. Naval Observatory Flagstaff Station (USNOFS) und entdeckte dort zwischen 1997 und 2000 insgesamt drei Asteroiden.
Der Asteroid (7393) Luginbuhl wurde am 28. September 1999 ihm zu Ehren benannt.